# Videndum
Videndum (do 2022 roku The Vitec Group) – brytyjska korporacja, właściciel ponad 20 marek (stan na 2017), m.in. Gitzo, Lastolite, Manfrotto, związanych z fotografią, telewizją oraz filmem.

## Historia
Założycielem firmy był William Vinten. dyrektorem generalnym przedsiębiorstwa jest Stephen Bird (stan na 2018 rok). 
- 1910 – założenie firmy W. Vinten Ltd., która zajmowała się początkowo produkcją projektorów systemu Kinemacolor(inne języki)[7], a następnie produkcją kamer i osprzętu do nich[7]
- połowa lat 60. XX wieku – firma Vinten przeniosła się do Bury St Edmunds[7], później zmieniono nazwę na Vitec Group[7]
- 1972 – wejście na giełdę London Stock Exchange 18 grudnia[8]
- 1982 – zakup przedsiębiorstwa Exotic Materials Inc[9]
- 1983 – zakup firm Trivector Systems International  i Spectron[9]
- 1984 – zakup firmy Sig Davall[9]
- 1989 – zakup włoskiej firmy Manfrotto[10] (założonej w 1972 roku[6]), producenta osprzętu do kamer, aparatów i oświetlenia[6], m.in. statywów i stojaków do oświetlenia[6]; Lino Manfrotto i Gilberto Battocchio pozstali w zarządzie firmy Vitec[9]
- 1991 – zakup firmy Bexel[9] i francuskiej firmy Gitzo[9][5] (założonej w 1917 roku[5]), producenta m.in. kamer i statywów
- 1993 – zakup firm: Bogen Photo Corp, TSM Inc, Internet Video Communications[9]; sprzedaż: Vinten Electro-Optics i Exotic Material Inc[9]
- 1995 – zakup firm: Sachtler Group i BERC[9]
- 1996 – sprzedaż: W Vinten[9]
- 1997 – zakup firm: Clear-Com, MVS, Anton/Bauer[9]
- 1998 – zakup firm: Systems Wireless, Intercom Specialties, Drake Electronics; sprzedaż: Internet Video Communications[9]
- 1999 – zakup firm: Vega i Litec[9]
- 2000 – zakup firmy Duke City Video[9]
- 2002 – zakup firmy Aspen Electronics[9]
- 2003 – zakup firm: O’Connor Engineering i Radamec Broadcast System, zajmującej się rozwiązaniami dla branży filmowej z zakresu robotyki; w połączeniu z Vinten utworzono z niej markę Vinten Radamec[9]
- 2005 – zakup Kata International Limited oraz jej aktywów i Kata Professional (Kimchi & Tishler) Limited[9]
- 2006  – zakup firm: Petrol i ALC Broadcast Limited[9]
- 2007 – zakup RF Systems[9]
- 2008 – zakup firm: Litepanels i The Camera Store[9]
- 2010 – sprzedaż firmy Clear-Com[9]
- 2011 – zakup firm: Haigh-Farr[9] i brytyjskiej firmy Lastolite[9] (założonej w 1986 roku[6]), producenta sprzętu i akcesoriów oświetleniowych do fotografii i filmu, właściciela marki Colorama za 9,75 miliona funtów[6]
- 2012 – zakup Camera Corps; sprzedaż firm: Tomcat, Brilliant Stages, Litec[9]
- 2013 – zakup firmy Teradek[9]
- 2014 zakup firm: Autocue(inne języki), SmallHD, przejęcie majątku SIS Live Special Cameras[11]; sprzedaż firm: IMT, Nucomm, RF Central, Microwave Service Company[9]
- 2015 – zakup firmy Paralinx[9]
- 2016 – zakup firm: Provak, Offhollywood, Wooden Camera[9]
- 2017 – zakup firm: RTMotion, JOBY, Lowepro(inne języki); sprzedaż firm: Haigh-Farr i Bexel[9]
- 2018 – zakup firm: Adeal, Rycote i Amimon[9]
- 2019 – zakup firmy Syrp[9]

## Galeria

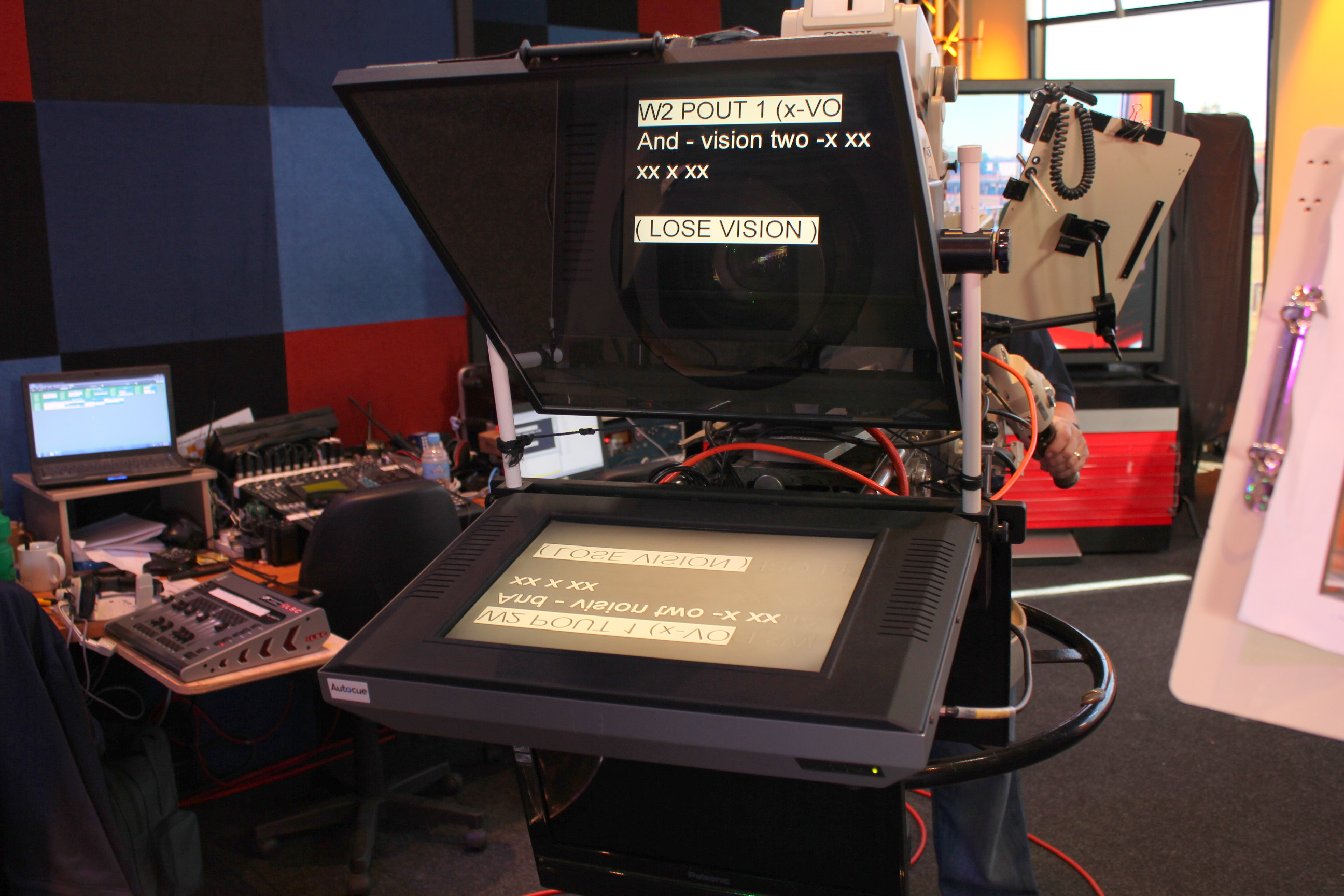
Prompter Autocue
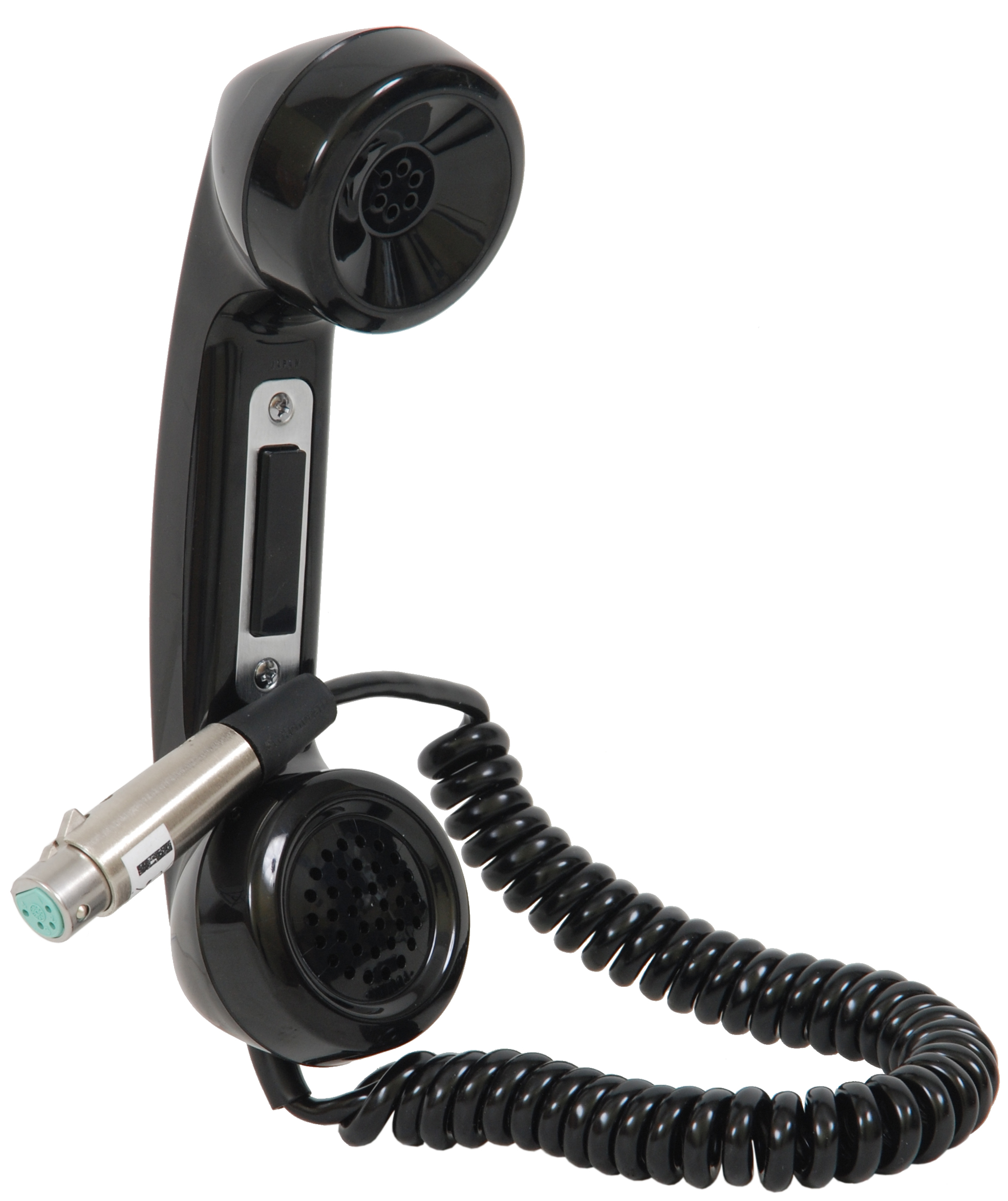
Słuchawka Clear-Com
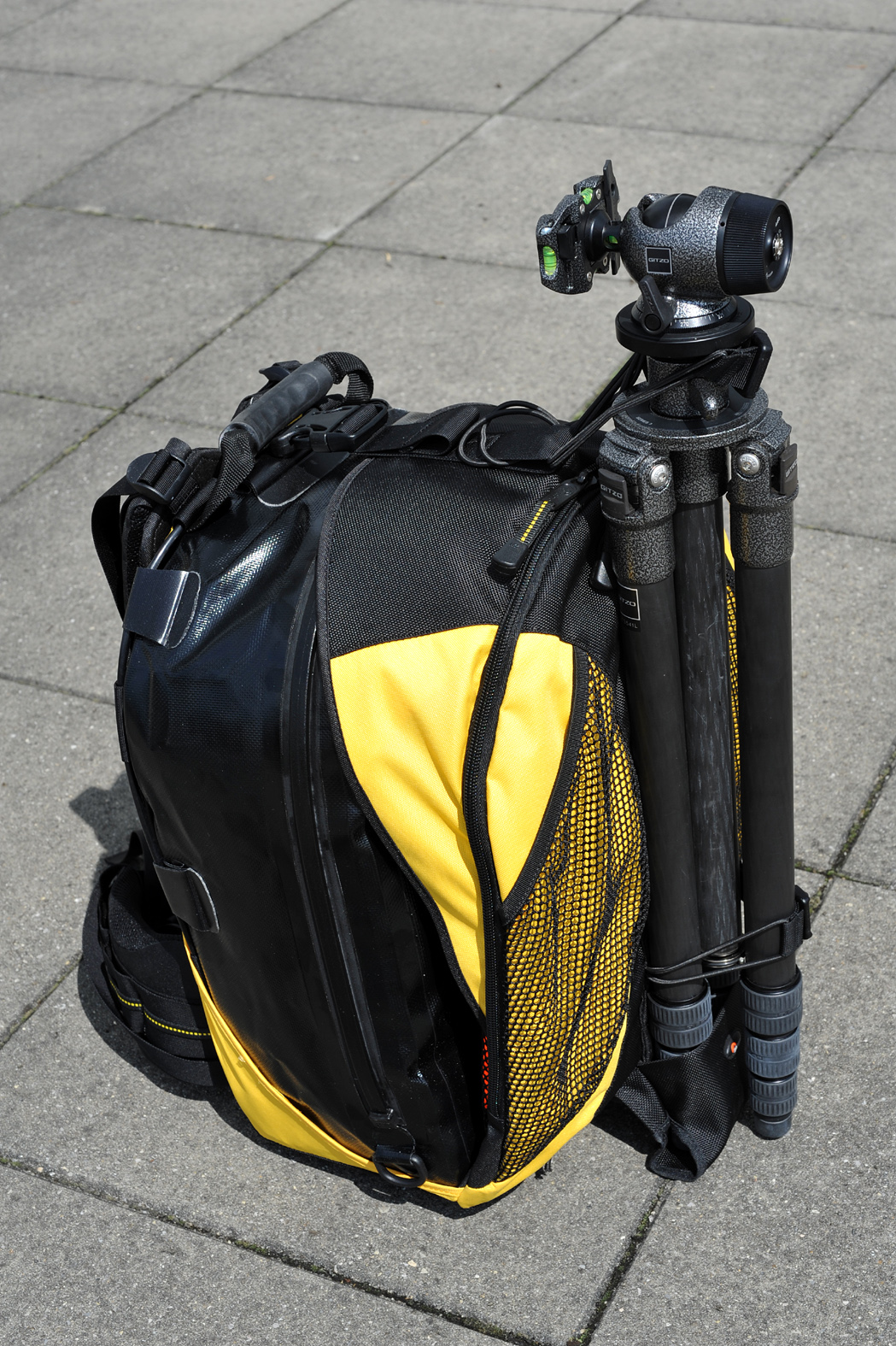
Plecak Lowepro i statyw Gitzo
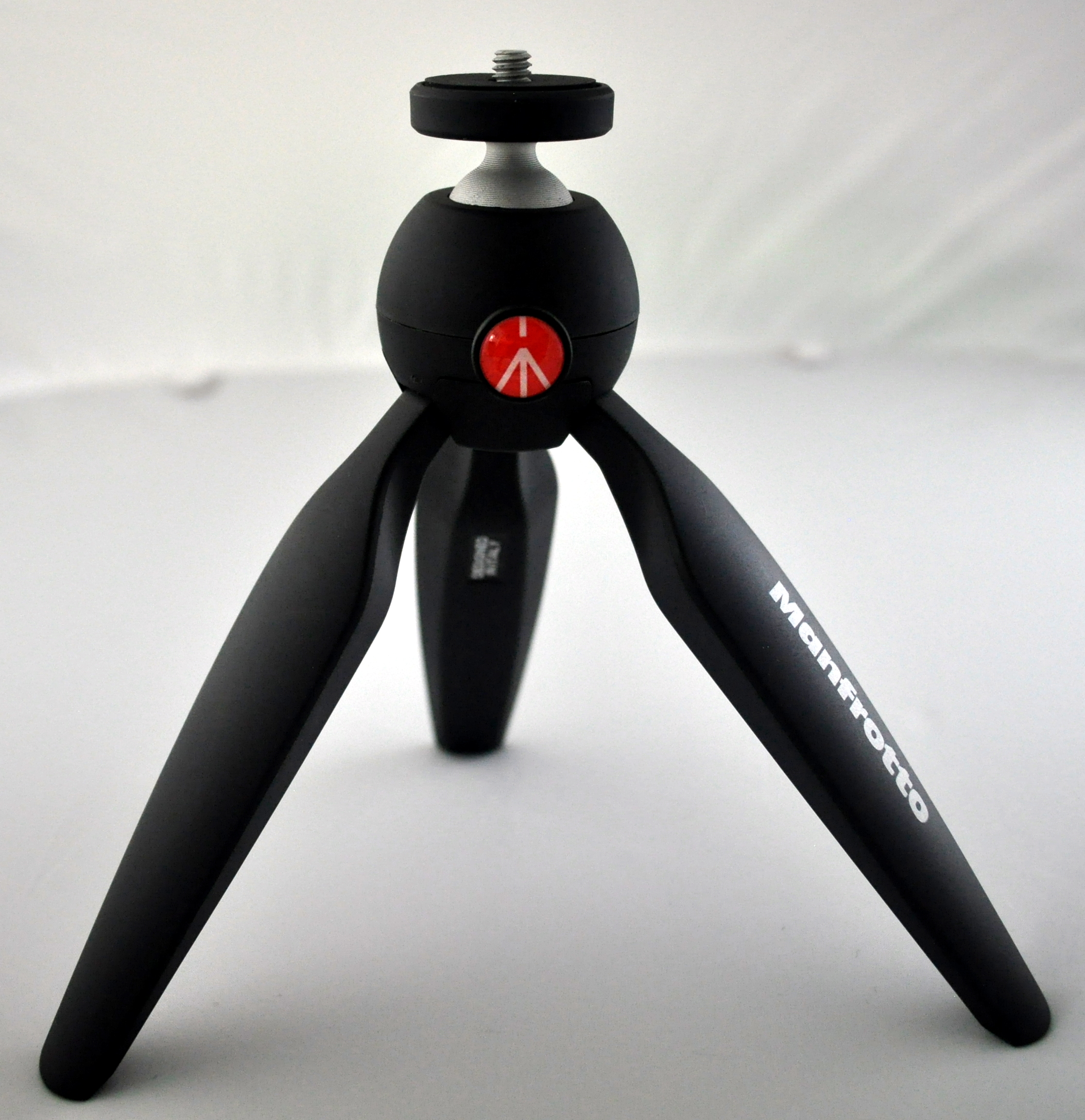
Ministatyw Manfrotto
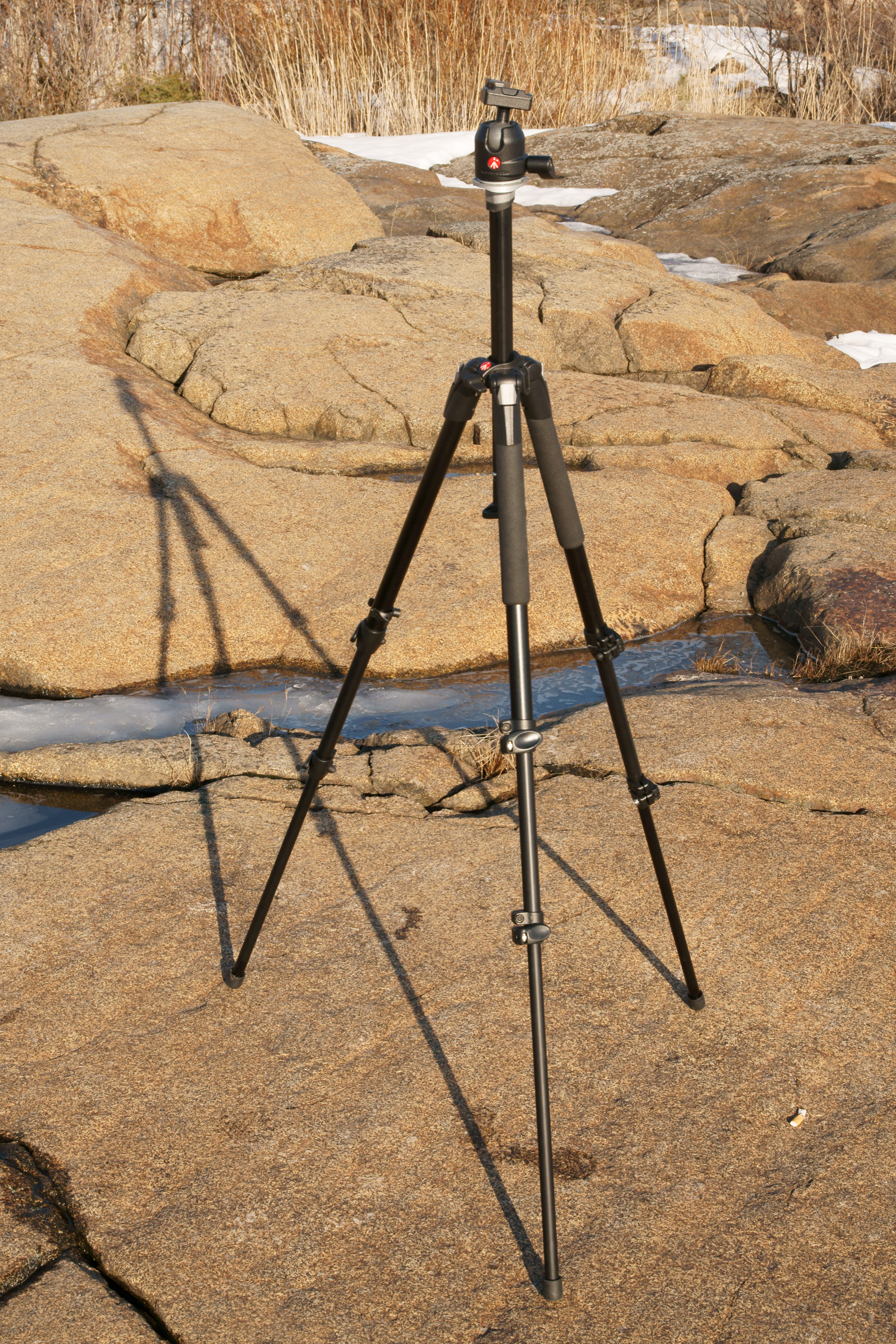
Statyw Manfrotto
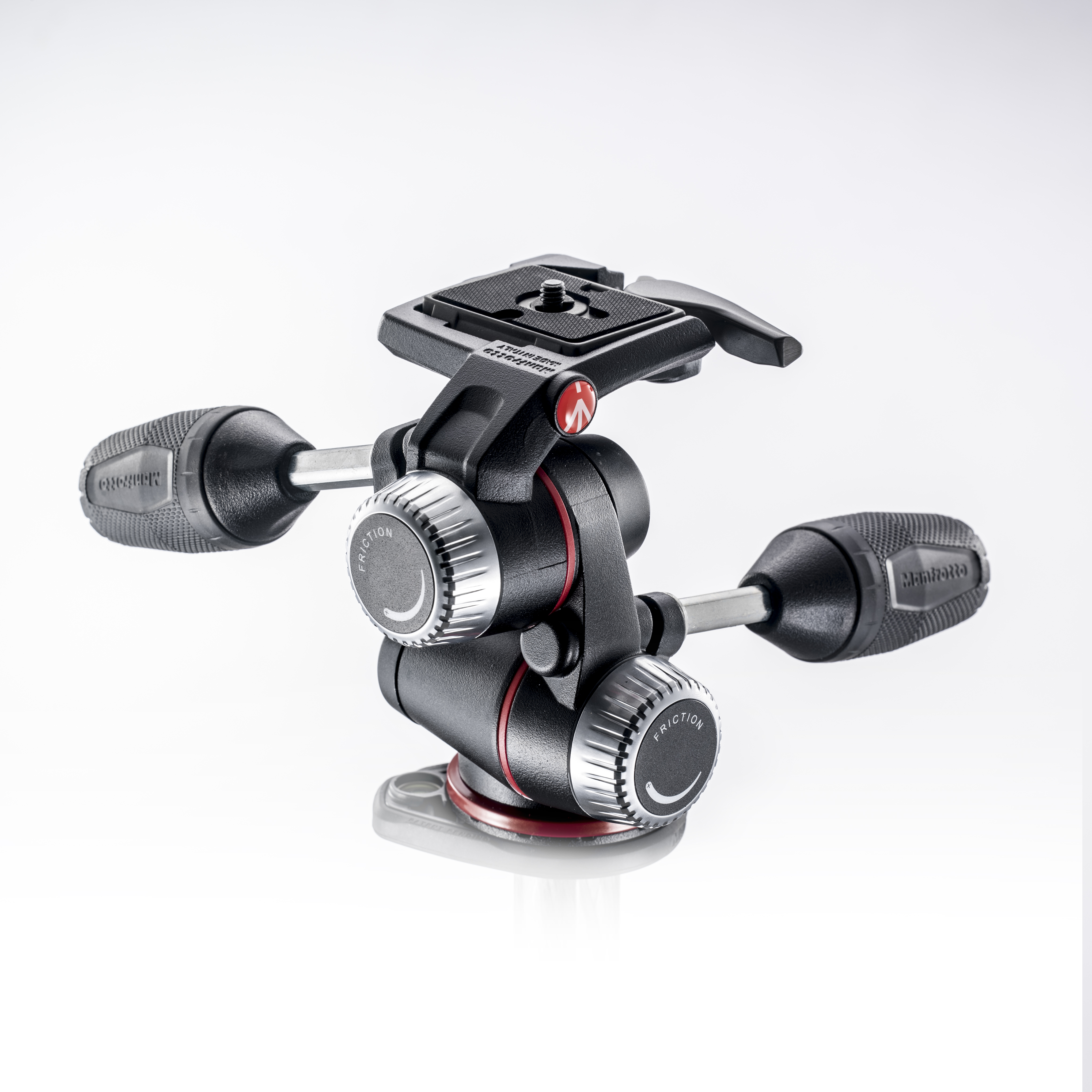
Głowica statywu Manfrotto
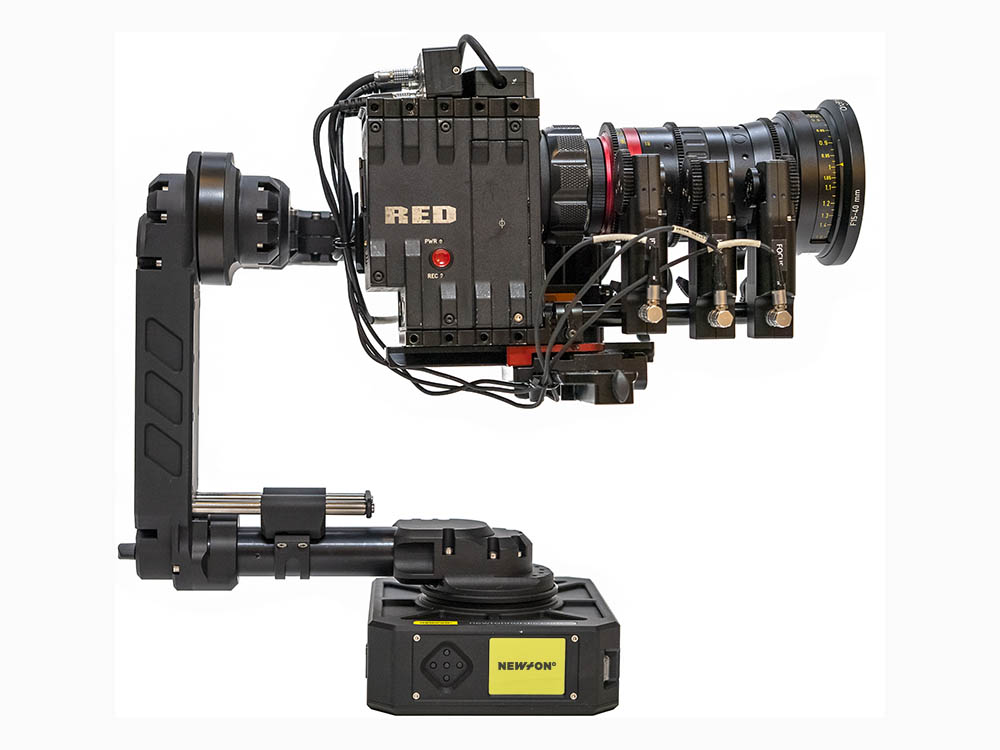
Silniki obiektywu marki Teradek
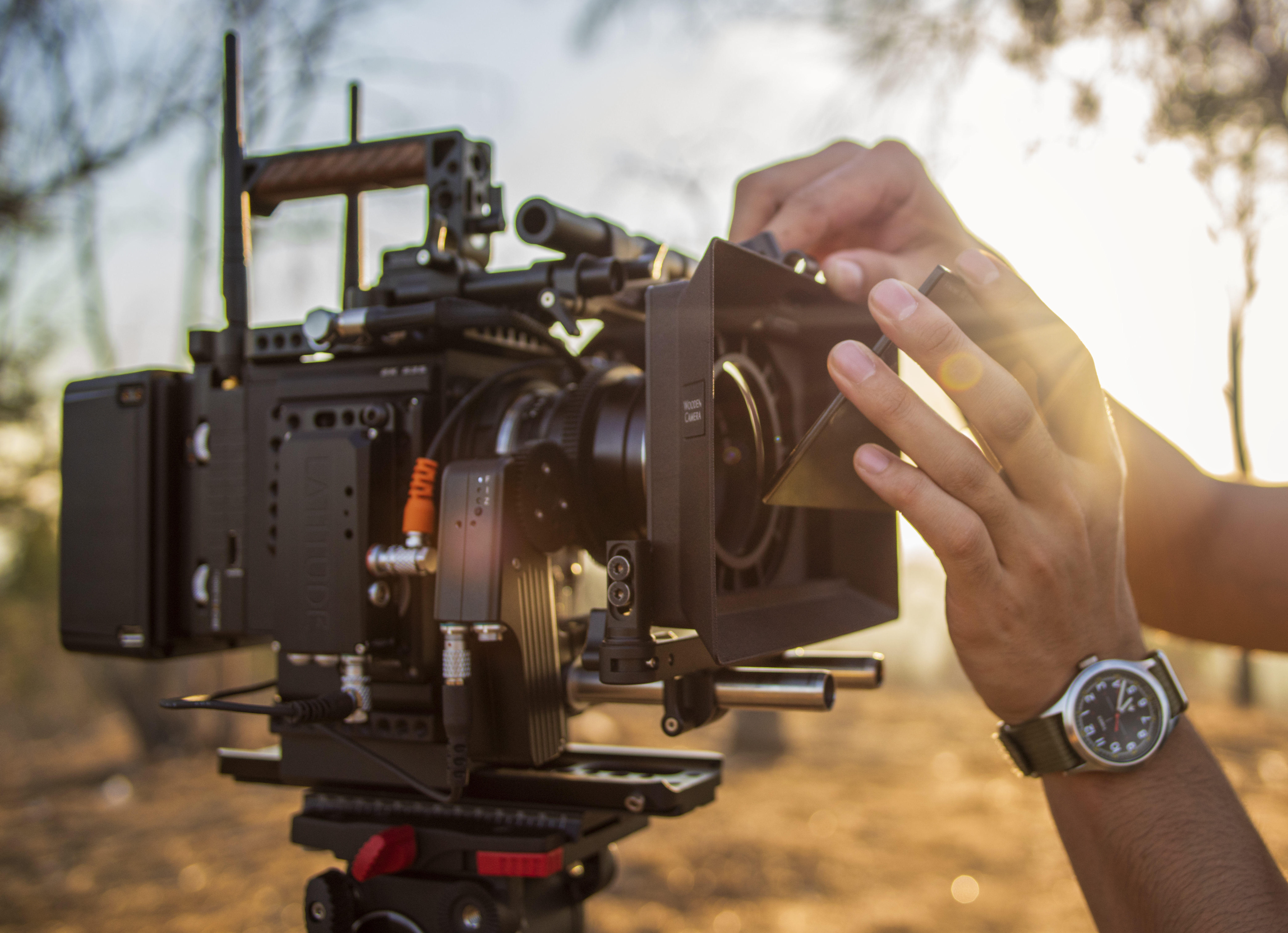
Mattebox Wooden Camera